# Павловка (Шишацкий район)
Павловка (укр. Павлівка) — село,
Жоржевский сельский совет,
Шишацкий район,
Полтавская область,
Украина.
Код КОАТУУ — 5325782004. Население по переписи 2001 года составляло 32 человека.

## Географическое положение
Село Павловка находится в 2-х км от села Гнатенки.
По селу протекает пересыхающий ручей с запрудой.